# Maximilian Mittelstädt
Maximilian Mittelstädt, född 18 mars 1997 i Berlin, är en tysk fotbollsspelare som spelar för Stuttgart och Tysklands landslag.

## Karriär
Mittelstädt inledde sin karriär i Hertha Belins andralag 2015 innan han tog plats förstalaget samma år. Där spelade han till 2023 och blev värvad av Stuttgart. Han har representerat det tyska landslaget på olika juniornivåer. 2024 debuterade han i det tyska A-lagslaget. Han medverkade i EM i fotboll 2024.